# Purpleman
Purpleman, né le 4 janvier 1962 dans le district de Waterhouse, Kingston, Jamaïque et mort le 19 août 2020, aussi connu sous le nom de Peter Yellow (comme Yellowman, il est albinos, d'où son surnom de Peter Yellow), est un deejay jamaïcain de reggae. C'est l'un des trois artistes albinos des années 1980 avec Yellowman et Mellow Yellow. Purpleman était du King Jammy's sound system qui organisait des clash avec d'autre sound system comme Youth Promotion, Arrows, Kilimanjaro et Black Scorpio au "Shock of the Century" en 1985. Son premier album fut "Hot". Il sortit une dizaine d'album avec notamment Sister Candy, Papa Tullo, Sly and Robbie , Yellowman... Il est de retour en 2014, 30 ans après son dernier album avec un nouvel opus : Home Once More.
Purple Man décède le 14 août 2020

## Discographie
- 1982 - Hot
- 1982 - DJ Confrontation (U Brown & Peter Yellow)
- 1982 - The Yellow, The Purple & The Nancy (Yellowman & Fathead & Purpleman & Sister Nancy)
- 1983 - Purpleman Saves Pappa Tollo In A Dancehall (Purpleman & Papa Tullo)
- 1983 - Laserbeam (Sister Candy & Purpleman)
- 1983 - Confessions
- 1983 - Sly & Robbie + The Taxi Gang vs Purpleman & Friends (Sly & Robbie & The Taxi Gang & Purpleman & Friends)
- 1984 - Showdown Vol 5 (Yellowman & Fathead & Purpleman)
- 2014 - Home Once More
- 2017 - The Dancehall General
- 2018 - Resurrection